# Wieliczka Bogucice
Wieliczka Bogucice – przystanek kolejowy w Wieliczce, na osiedlu Bogucice, przy ulicy Winnickiej, w województwie małopolskim, w Polsce utworzony w 2012 r.

## Ruch pasażerski
| Rok  | Wymiana pasażerska na dobę |
| ---- | -------------------------- |
| 2017 | 50-99                      |
| 2022 | 50-99                      |

## Historia
4 kwietnia 2011 roku PKP Polskie Linie Kolejowe podpisały umowę z konsorcjum firm Eurovia Polska i Eurovia cs umowę na modernizację linii kolejowej nr 109 Kraków Bieżanów – Wieliczka Rynek-Kopalnia połączonej z budową na niej nowego przystanku – Wieliczka Bogucice.